# کاستور (کوه)
کاستور (به لاتین: Castor) یک کوه در سوئیس است که در کانتون وله واقع شده‌است. کاستور ۴٬۲۲۳ متر بالاتر از سطح دریا واقع شده‌است.